# 1397
- Wikisource

| Calendário gregoriano                                                        | 1397 MCCCXCVII                                       |
| Ab urbe condita                                                              | 2150                                                 |
| Calendário arménio                                                           | 846 – 847                                            |
| Calendário bahá'í                                                            | -447 – -446                                          |
| Calendário budista                                                           | 1941                                                 |
| Calendário chinês                                                            | 4093 – 4094 Início a 29 de janeiro (aproximadamente) |
| Calendário copta                                                             | 1113 – 1114                                          |
| Calendário etíope                                                            | 1389 – 1390                                          |
| Calendários hindus - Vikram Samvat - Calendário nacional indiano - Cáli Iuga | 1452 – 1453 1318 – 1319 4497 – 4498                  |
| Calendário Holoceno                                                          | 11397                                                |
| Calendário islâmico                                                          | 799 – 800                                            |
| Calendário judaico                                                           | 5157 – 5158                                          |
| Calendário persa                                                             | 775 – 776                                            |
| Calendário rúnico                                                            | 1647                                                 |
| Calendário solar tailandês                                                   | 1940                                                 |

1397 (MCCCXCVII, na numeração romana) foi um ano comum do século XIV do Calendário Juliano, da Era de Cristo, e a sua letra dominical foi G (52 semanas), teve início numa segunda-feira e terminou também numa segunda-feira.
| Ano completo                         |
| ------------------------------------ |
| Ano comum com início à segunda-feira |

## Eventos
- 13 de Julho - É assinado o tratado da União de Kalmar.
- 13 de Agosto - Primeiro relato de uma Beldam no livro Damas Da Floresta.

## Nascimentos
- 22 de Fevereiro - Isabel de Portugal, duquesa da Borgonha.
- ?? - Paolo Uccello, pintor.
- 15 de Novembro - Nicolau V, 208º papa.